# Relais Buchholz
Pour les articles homonymes, voir Buchholz.

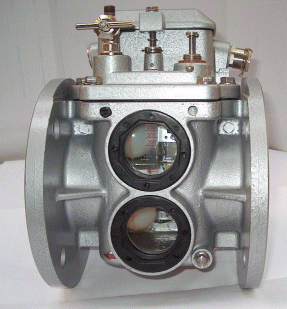
Relais Buchholz

Dans le domaine de la distribution et de la transmission l'électricité, un relais Buchholz est un dispositif de sécurité monté sur les transformateurs et inductances de puissance à bain d'huile. Le relais Buchholz est utilisé sur ce type de systèmes comme dispositif de protection sensible aux événements qui se produisent lors d'un défaut diélectrique (défaut d'isolement) à l'intérieur de l'équipement.

## Principe
Quand un arc électrique ou une surchauffe se développe à l'intérieur des enroulements, il y a dégagement de gaz par vaporisation de l'huile. Ce phénomène précède un changement dans les valeurs électriques, courant ou tension, de l'appareil. Un relais Buchholz réagit à ce dégagement de gaz et protège ainsi le transformateur de potentiels dégâts.

## Position
Le relais Buchholz est placé dans le tube reliant la cuve principale du transformateur et son conservateur d'huile. Le transformateur doit être conçu de telle manière que tout gaz se formant dans la cuve principale doit remonter rapidement vers le conservateur en passant par le relais Buchholz. Autrement dit, le gaz ne doit pas être piégé dans la cuve. Des tubes supplémentaires doivent parfois être montés, par exemple entre les tourelles des traversées électriques et le conservateur, pour assurer une bonne collecte du gaz.

## Fonctionnement

Schéma d'un relais Buchholz quand il y a absence de défaut

Schéma d'un relais Buchholz après accumulation de gaz provoquant l'ouverture du contact d'alarme

Les relais Buchholz sont munis en général de deux contacts : un pour l'alarme et un pour le déclenchement:
- Sur une accumulation lente de gaz, due probablement à une surcharge, le gaz s'accumule dans la partie supérieure du relais tandis que le niveau d'huile diminue. Une détection par flotteur est utilisée dans ce cas pour générer un signal d'alarme. Ce système détecte aussi les fuites d'huile.
- Si un arc se forme, l'accumulation de gaz est rapide, et l'huile s'écoule rapidement dans le conservateur. Cet écoulement d'huile actionne un commutateur fixé à une palette située dans le chemin de circulation d'huile. Ce commutateur actionnera normalement un disjoncteur pour arrêter (isoler) l'appareil avant que le défaut ne crée plus de dommages.

## Vanne d’échantillonnage des gaz
Les relais Buchholz ont une vanne de test pour permettre au gaz accumulé d'être retiré pour l'essai. La présence de gaz inflammable dans le relais indique un certain défaut interne tel qu'une surchauffe ou un amorçage d'arc, tandis que l'air trouvé dans le relais indique uniquement que le niveau d'huile est bas ou qu'il y a une fuite.

## Sensibilité
Il faut prendre garde que le relais Buchholz ne déclenche pas au démarrage des pompes de refroidissement du transformateur.

## Pour changeurs de prises

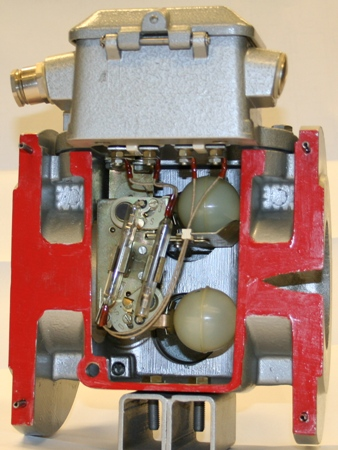
Photo d'un relais Buchholz où on voit distinctement les flotteurs

En plus du relais Buchholz placé entre la cuve principale et le conservateur, on installe en général un relais similaire entre la cuve du commutateur du changeur de prises et la partie du conservateur réservée à l'huile du commutateur. Son principe est semblable, mais ne possède qu'un contact de déclenchement. En effet, dans le commutateur du changeur de prises un dégagement de gaz est normal. Il n'y a donc pas d'alarme pour signaler cet état, de plus on ne pratique généralement pas à une analyse des gaz dissous dans l'huile du commutateur. L'apparition de changeur de prises à interrupteurs à vide, où il n'y a pas d'arc électrique dans l'huile durant l'opération du commutateur, rend toutefois cette analyse envisageable. Par ailleurs, des méthodes ont été développées pour détecter les défauts dans les changeurs de prises conventionnels à partir des données de l'analyse des gaz dissous,.

## Histoire

Symbole électrique d'un relais Buchholz

Cet appareil a été développé la première fois par Max Buchholz en 1921. Des relais Buchholz ont été utilisés sur les transformateurs de puissance au moins depuis les années 1940.

## Alternative
En complément ou substitution du relais Buchholz, on peut équiper les transformateurs d'un relais de montée de pression soudaine, qui comme son nom l'indique détecte un changement dans la pression interne du transformateur afin de reconnaître l'apparition d'un arc électrique.

## Fabricants
- Elektromotoren und Gerätebau Barleben (EMB), fabricant allemand[6].
- Equipaggiamento Trasformatori Italia (ETI), fabricant italien[7].